# Söderns hjärtas ros
Söderns hjärtas ros är ett studioalbum av Monia Sjöström, utgivet i maj 2003.

## Låtlista
1. Mannen med gitarr (Per Gessle)
2. En lång väg av längtan (Peter LeMarc)
3. Rakt ut i natten (Mauro Scocco)
4. Kärlekståg till Montréal (Jörgen Smedshammar, Mattias Blomdahl)
5. Den här sortens kärlek (Per "Plura" Jonsson)
6. Ett steg åt ena hållet (Nisse Hellberg)
7. Hej du (Mauro Scocco)
8. Kom genom regnet (Jörgen Smedshammar, Mattias Blomdahl)
9. Du behöver en kvinna (Mauro Scocco)
10. Vägskäl (Shep)
11. Han påminner om dej (Martin Hansen, Mikael Nord Andersson)
12. Gabriel (Mauro Scocco)
13. Söders hjärtas ros (Mats Ronander, Thomas Enochsson)

## Medverkande musiker
1. Mikael Nord Andersson – gitarr, dobro, mandolin, pedal steel
2. Peter Forss – bas
3. Thomas Haglund – fiol
4. Christer Jansson – trummor
5. Jesper Nordenström – piano, orgel, fender rhodes, moog

## Listplaceringar
| Lista (2003) | Topplacering |
| ------------ | ------------ |
| Sverige      | 32           |

### Fotnoter
1. ↑  Ulf Clarén (6 maj 2003). ”Monia reser vidare” (på svenska). Sydsvenskan. https://www.sydsvenskan.se/2003-05-06/monia-reser-vidare. Läst 26 januari 2023.
2. ↑  ”Söderns hjärtas ros”. Svensk mediedatabas. 16 juni 2003. http://smdb.kb.se/catalog/id/001552486. Läst 18 oktober 2014.
3. ↑  ”Monia”. Swedishcharts. 16 juni 2001. http://swedishcharts.com/showitem.asp?interpret=Monia&titel=S%F6derns+hj%E4rtas+ros&cat=a. Läst 18 oktober 2014.